# Тестони, Клаудия
Кла́удия Тесто́ни (итал. Claudia Testoni; 19 декабря 1915, Болонья — 17 июля 1998, Кальяри) — итальянская легкоатлетка, специализировалась на беге с барьерами, в беге на короткие дистанции и прыжках в длину. Участница летних Олимпийских игр 1936 года.

## Биография
На летних Олимпийских играх 1936 года, проходивших в Берлине, в забеге на 80 метров с барьерами Клаудия Тестони заняла 4-е место и осталась без медалей. Это был напряженный забег и 4 спортсменки, включая чемпионку Требизонду Валла, немку Анни Штойер и канадскую бегунью Бетти Тейлор вместе с Тестони установили олимпийский рекорд, показав почти одинаковое время на финише. Тестони была членом итальянской эстафетной команды, которая заняла четвертое место по итогам эстафеты 4×100 метров.
На чемпионате Европы по лёгкой атлетике 1938 года в забеге на 80 м с барьерами завоевала золотую медаль, установив мировой рекорд со временем 11.6 секунд. В 1942 году её рекорд был побит нидерландской бегуньей Фанни Бланкерс-Кун, показавшей время 11,3 секунд.
Тестони 22 раза выигрывала чемпионат Италии по лёгкой атлетике по разным видам спорта, среди них 7 раз по прыжкам в длину, 5 раз в беге с барьерами, 3 раза в эстафете 4×100 и 3 раза в беге на 100 метров.
Тестони включена в Зал славы Итальянской федерации лёгкой атлетики.
Скончалась 17 июля 1998 года в Кальяри в возрасте 82 лет.